# Mika Kanai
Pour les articles homonymes, voir Kanai.
Mika Kanai (金井 美香, Kanai Mika), née le 18 mars 1964 à Setagaya (Tokyo), est une actrice et chanteuse japonaise.

## Biographie
Kanai est l'épouse de Kōichi Yamadera de 1994 à 2006. Leur divorce est révélé en 2007. Ils avaient travaillé ensemble sur la longue série Anpanman. Ses parents travaillaient à la Seinenza Theatre Company.

## Filmographie
Mika Kanai est attachée à Ken Production. Elle est surtout connue pour ses rôles dans Idol Tenshi Yokoso Yoko (comme Yoko Tanaka), Tanoshii Moomin Ikka (comme Snork Maiden), Goldfish Warning! (comme Wapiko), Soreike! Anpanman (comme Melonpanna-Chan), Yadamon (comme Yadamon), After War Gundam X (comme Tiffa Adill), Hare Tokidoki Buta (comme Harebuta), Galaxy Angel (comme Vanilla H et Normad), Higurashi When They Cry (comme Satoko Hōjō), Tales of Phantasia (comme Arche Klein) et Uchi no 3 Shimai (comme Sū). Elle est actuellement la voix de Rondoudou dans la franchise Pokémon.

## Jeux vidéo
- 1996 : Keio Flying Squadron 2 - Spot Nana-Hikari et Himiko Yamatai (voix)